# RS-389
Pour les articles homonymes, voir Route 389.
La RS-389 (Estrada do Mar) est une route locale de l'État du Rio Grande do Sul localisée dans la mésorégion métropolitaine de Porto Alegre qui relie Torres, à la limite avec l'État de Santa Catarina, à Osório, à 93,380 km. Elle est surnommée Route de la Mer (Estrada do Mar) du fait qu'elle longe l'océan Atlantique. Elle a été construite pour décharger le trafic automobile de la BR-101 et promouvoir le tourisme dans cette partie de l'État. Les transports de marchandises suivent la BR-101. Elle traverse Torres, Arroio do Sal, Capão da Canoa, Xangri-lá, Capão da Canoa et d'Osório.